# Samuel Luchtmans (II)

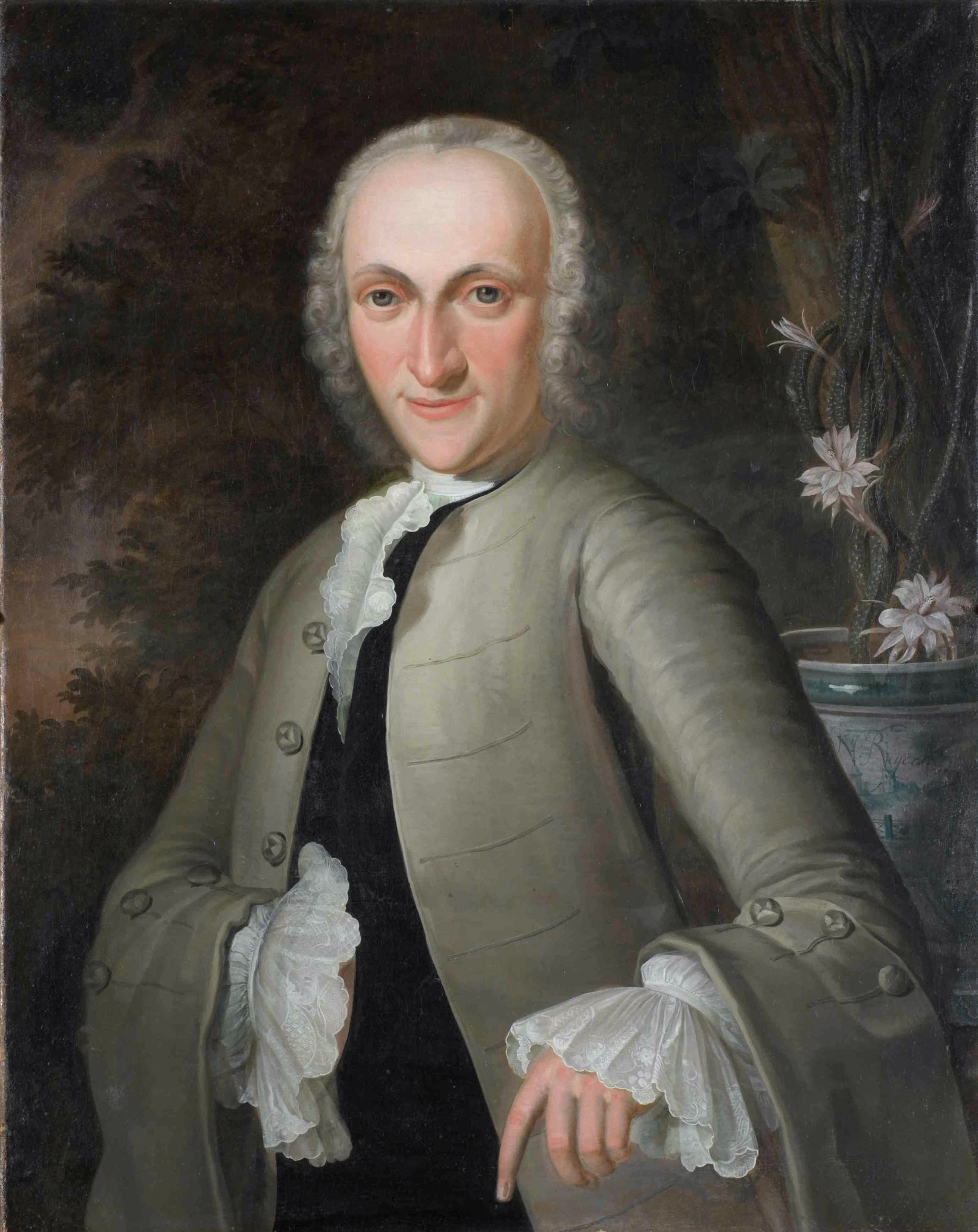
Samuel Luchtmans (II), portret door Nicolaas Reyers (1755)

Samuel Luchtmans (II) (Leiden, 1725 - 18 september 1780) was een boekhandelaar en boekdrukker in de Nederlandse stad Leiden.

## Leven
Samuel was een zoon van Samuel Luchtmans (I) en Cornelia van Musschenbroek. Met zijn broer Johannes Luchtmans bezocht Samuel het gymnasium. Zij sloten hun studie af op dezelfde dag in 1740 met het uitspreken van hun oratie, respectievelijk de Origine urbis Leydae en de Origine academiae Leydensis.
In december 1741 werd Samuel ingeschreven als boekhandelaar en uitgever. Zijn vader was eigenaar van een goedlopende boekhandel, drukkerij en uitgeverij, de nog altijd in Leiden gevestigde uitgeverij Brill, toen nog bekend onder de naam Luchtmans. Op 31 december 1755 namen Samuel en Johannes het bedrijf van hun vader over.
De zaken bleven zich voorspoedig ontwikkelen. Ze kregen het contract van stads- en universiteitsboekdrukker, werden hoofdlieden van het gilde, en maakten zakenreizen naar Duitsland, Engeland en Frankrijk. Hun internationale contacten strekten zich uit tot in Constantinopel en Amerika.
Samuel, die een zwakke gezondheid had, overleed op 18 september 1780, waarna Johannes het bedrijf voortzette met de zoon van zijn broer, ook Samuel genaamd. Een afbeelding van de broers is bewaard gebleven op een in plano gedrukt blad getiteld: Die Büchhändler-Familie Luchtmans in Leyden.
Constantia 'Stansie' Elisabeth Reytsma, de weduwe van Samuel, kocht in 1782 de buitenplaats Veld- en Rhijnlust aan de Hoge Rijndijk als woonhuis. De buitenplaats werd in 1785 verder uitgebreid met 'erf of grond' van de in 1784 afgebroken buitenplaats Aerdenburg. Na haar overlijden ging zoon Samuel III hier wonen.

## Uitgaven
Belangrijke uitgaven van Samuel en Johannes Luchtmans waren:
- Timaeus Sophista van Ruhnkenius (1754 en tweede uitgaaf 1789)
- Justinus van Abraham Gronovius (1760)
- Callimachus van Johann August Ernesti (1761)
- Aristophanes van Petrus Burmannus Secundus (1761)
- Cicero's Rhetorica ad Herennium (1761)
- het tweede deel van Hesychius door Ruhnkenius (1765)
- Hippolytus van Euripides van L.C. Valckenaer (1764)
- Plutarchus de sera Numinis vindicta door D. Wyttenbach (1772)
- Antoninus Liberalis van H. Verheyk (1774)
- Frontinus, tweede uitgave van Cornelius Oudendorp (1779)
- Vellejus Paterculus van Ruhnkenius (1779)
- Pomponius Mela van Abraham Gronovius, laatste uitg. (1782)
- Homeri Hymnus in Cererem van Ruhnkenius (1782, nieuwe uitg. 1802)
- Celsus van Targa (2 d. 1785)
- Apulejus van F. Oudendorp, eerste deel (1786)
- Apollonius Sophista van H. Tollius (1788)
- Ruhnkenii Scholia in Platonem (1792)
- Eutropius van Verheyk (1782, nieuwe uitg. 1793)
- M.A. Mureti Opera van Ruhnkenius (4 d. 1789)
- Rudimenta linguae Arabicae van Thomas Erpenius (1770)